# مدرسة كيليت
مدرسة كيليت هي مدرسة دولية خاصة تقع في هونغ كونغ، الصين.

## الروابط الخارجية
1. ↑  "Our History". kellettschool.com. مؤرشف من الأصل في 2017-09-12. اطلع عليه بتاريخ 2015-09-24.